# وایت ماونتن (آلاسکا)
وایت ماونتن (به انگلیسی: White Mountain) شهری در ناحیه سرشماری نوم ایالت آلاسکا است که جمعیت آن در سرشماری سال ۲۰۰۰ میلادی ۲۰۳ نفر بوده‌است.